# Helena Arias
Helena Arias Casals (Barcelona, 9 de febrero de 2001) es una deportista de tiro olímpico y divulgadora científica española.
Estudia ingeniería mecánica, ingeniería electrónica y física en la Universidad Politécnica de Cataluña y la Universidad Nacional de Educación a Distancia. Es una de las nueve científicas tripuladas de Hypatia I que, en abril de 2023, acudió al desierto de Utah para estudiar las condiciones de Marte desde un paisaje geológicamente similar.
En 2021 ganó la medalla de oro en la prueba mixta de rifle 10 metros y plata en 50 metros en el europeo júnior de Croacia, donde también ganó una plata por equipos.
Ha investigado simetría PT en resonadores acústicos en la UPC. Ha colaborado con el Instituto de Astrofísica de las Islas Canarias, el Weizmann Institute of Science y el Sincrotrón Alba.